# Ruta 1 del metro de Nova York
La Ruta 1 Broadway-Seventh Avenue Local és un servei de ferrocarril metropolità subterrani del Metro de Nova York, als Estats Units d'Amèrica. El servei 1, o ruta 1, circula tot el temps entre les estacions de Van Cortlandt Park-242nd Street i South Ferry.
A diferència d'altres metros, cada servei no correspon a una única línia, sinó que un servei pot circular per diverses línies de ferrocarril. El servei 1 utilitza les següents línies:
| Ruta 1 del Metro de Nova York | Línia                        | <<                                 | >>                       | Vies  | Temps        |
| ----------------------------- | ---------------------------- | ---------------------------------- | ------------------------ | ----- | ------------ |
| Ruta 1 del Metro de Nova York | Broadway-Seventh Avenue Line | Van Cortlandt Park-242nd Street to | Marble Hill-225th Street | local | tot el temps |
| Ruta 1 del Metro de Nova York | Broadway Bridge              |                                    |                          | local | tot el temps |
| Ruta 1 del Metro de Nova York | Broadway-Seventh Avenue Line | 215th Street                       | Chambers Street          | local | tot el temps |
| Ruta 1 del Metro de Nova York | Broadway-Seventh Avenue Line | Chambers Street                    | South Ferry              | local | tot el temps |